# Bóbrka (okres Krosno)
Bóbrka je vesnice v obci Chorkówka v okrese Krosno v Podkarpatském vojvodství v Polsku. Žije zde 843 obyvatel.
Vesnice ve druhé polovině 16. století náležela koprzywnickému cisterciáckému opatství v Bieckém okrese Krakovského vojvodství.
Obec v letech 1975–1998 administrativně patřila pod Krosenské vojvodství. Nachází se 15 km od Krosna v malebné oblasti hustě obklopené lesy.

## Části obce
| SIMC    |             |
| ------- | ----------- |
| 0346856 | Dół         |
| 0346862 | Góra        |
| 0346879 | Myszkowskie |
| 0346885 | Na Wąwozach |
| 0346891 | Pasze       |
| 0346900 | Wygon       |

## Historie
Obec byla založena podle magdeburského práva v roce 1397. V roce 1419 tehdejší majitel Mikołaj hrabě Bogoria, farář z Niepołomic, odkázal svůj majetek cisterciáckému klášteru v Koprzywnici. Nakonec se Bóbrka stala majetkem cisterciáků po roce 1420, kdy byla dána do zástavy a nebyla vykoupena. V 17. století se Žofie Skotnická, manželka Jana Skotnického, podepisovala jako původem z Bóbrky. O výskytu tzv. „kamenného oleje“ v oblasti Bóbrky se zmiňuje Jan Długosz (15. století). V roce 1721 byl popsán průzkum a dokonce i metody těžby a zpracování kamenného oleje v Bóbrce.
V Bóbrce se nachází také téměř 100 let starý kostel, který je sídlem farnosti zasvěcené Nejsvětějšímu Srdci Ježíšovu. Farnost patří do dukelského děkanátu přemyšlské arcidiecéze.
Kolem roku 1870 vyhořel v Bóbrce impozantní zámeček rodiny Jableckých. Józef Ferdynand Jablecki, hrabě z Kościesze, postavil pouze malý zámeček, ale ani ten již neexistuje.

## Muzeum ropného a plynárenského průmyslu Ignáce Łukasiewicza
V nedalekém lese byl vybudován první důl na světě na kamenný olej, jak se tehdy říkalo ropě. Průzkumné práce začaly v roce 1854 a v roce 1856 založili Karol Klobassa-Zrencki, Tytus Trzecieski a Ignacy Łukasiewicz první ropnou společnost na světě. Ignacy Lukasiewicz jako první destiloval surovou ropu a získal z ní naftu (v roce 1853). Po smrti ředitele dolu Adolfa Jabłońského v roce 1887 převzal vedení dolu Bóbrka Zenon Suszycki, povstalec z lednového povstání. Rozšířil kanadskou metodu vrtání v dole Bóbrka. Jako jeden z prvních zavedl metodu utěsňování důlních vod hermetickými trubkami. Vybudoval první potrubí k železniční stanici v Krosně, kterým se přečerpávala ropa z dolů Bóbrka, Wietrzno a Równe.
Ve vzdálenosti 1 km, v areálu prvního ropného dolu, se nachází skanzen – Muzeum ropného a plynárenského průmyslu Ignáce Łukasiewicza, kde je stále v provozu nejstarší důl na světě Franek. Łukasiewicz byl také zakladatelem školy v Bóbrce, která je soukromým domem a byla zrekonstruována do původní podoby. Muzeum naftových dolů v Bóbrce, které bylo první svého druhu na světě, usiluje o zápis na seznam UNESCO.